# Degmacyt

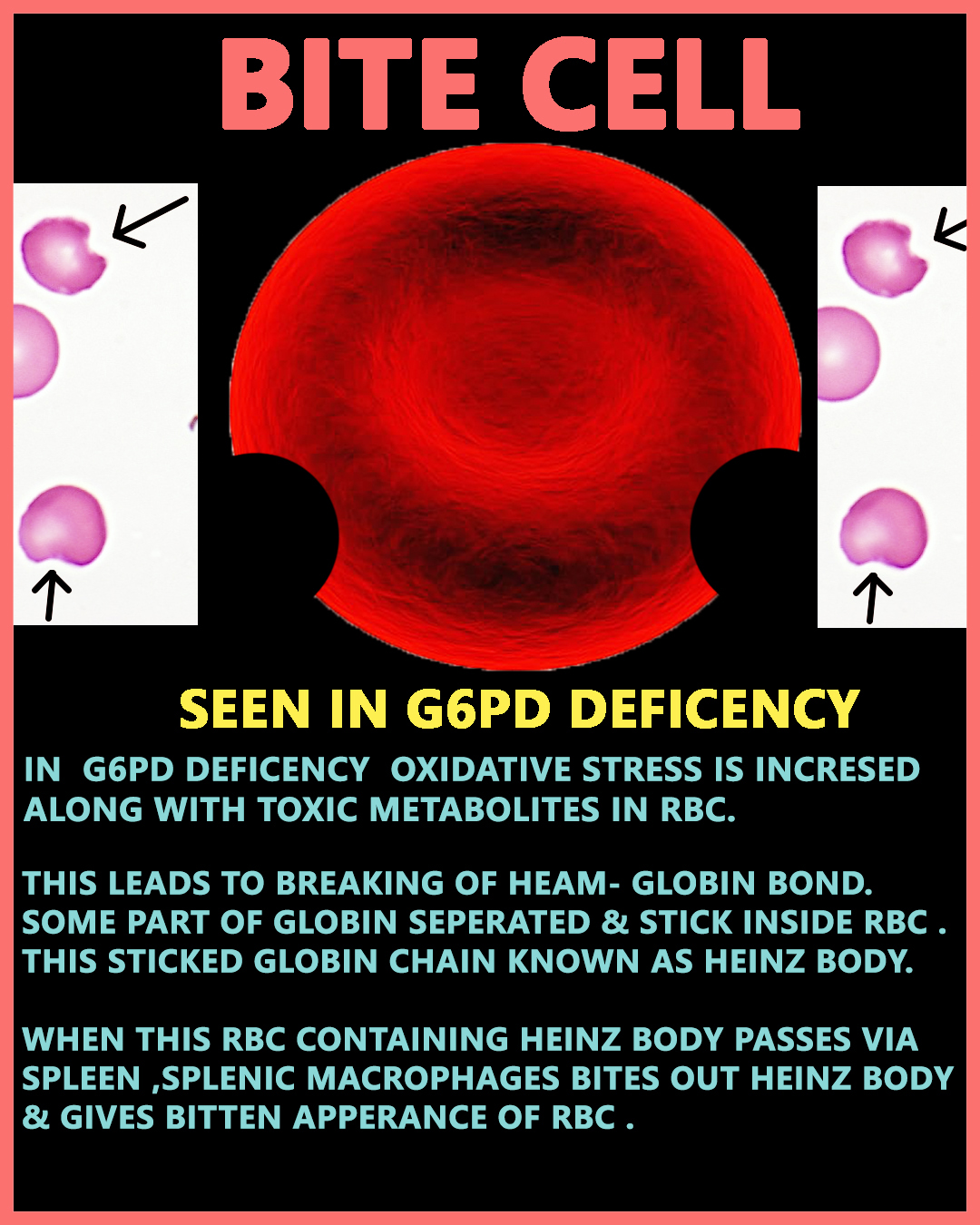
Degmacyt

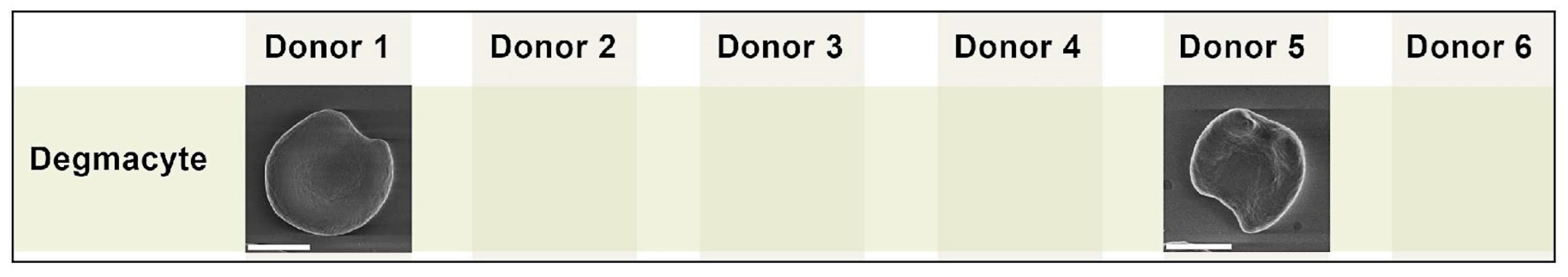
Degmacyten bij gezonde donoren.

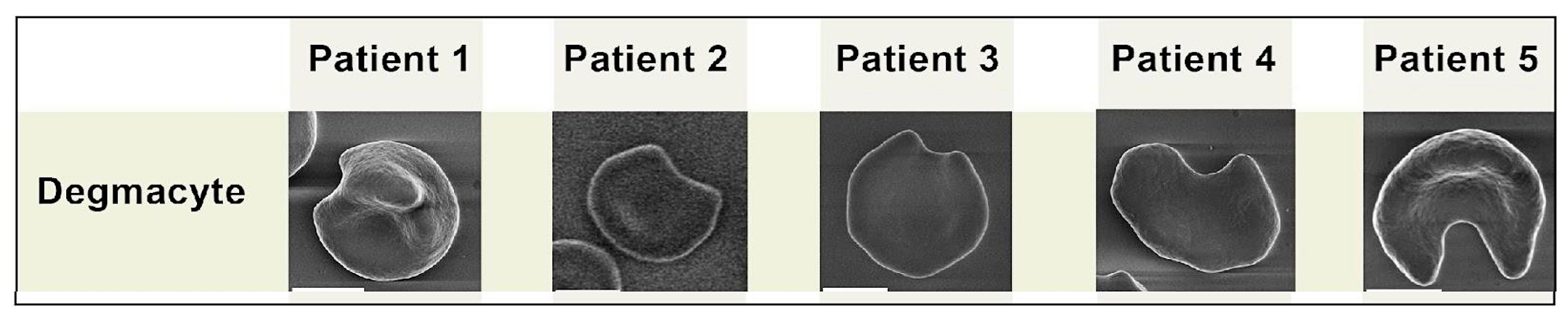
Degmacyten bij COVID-19-patiënten.

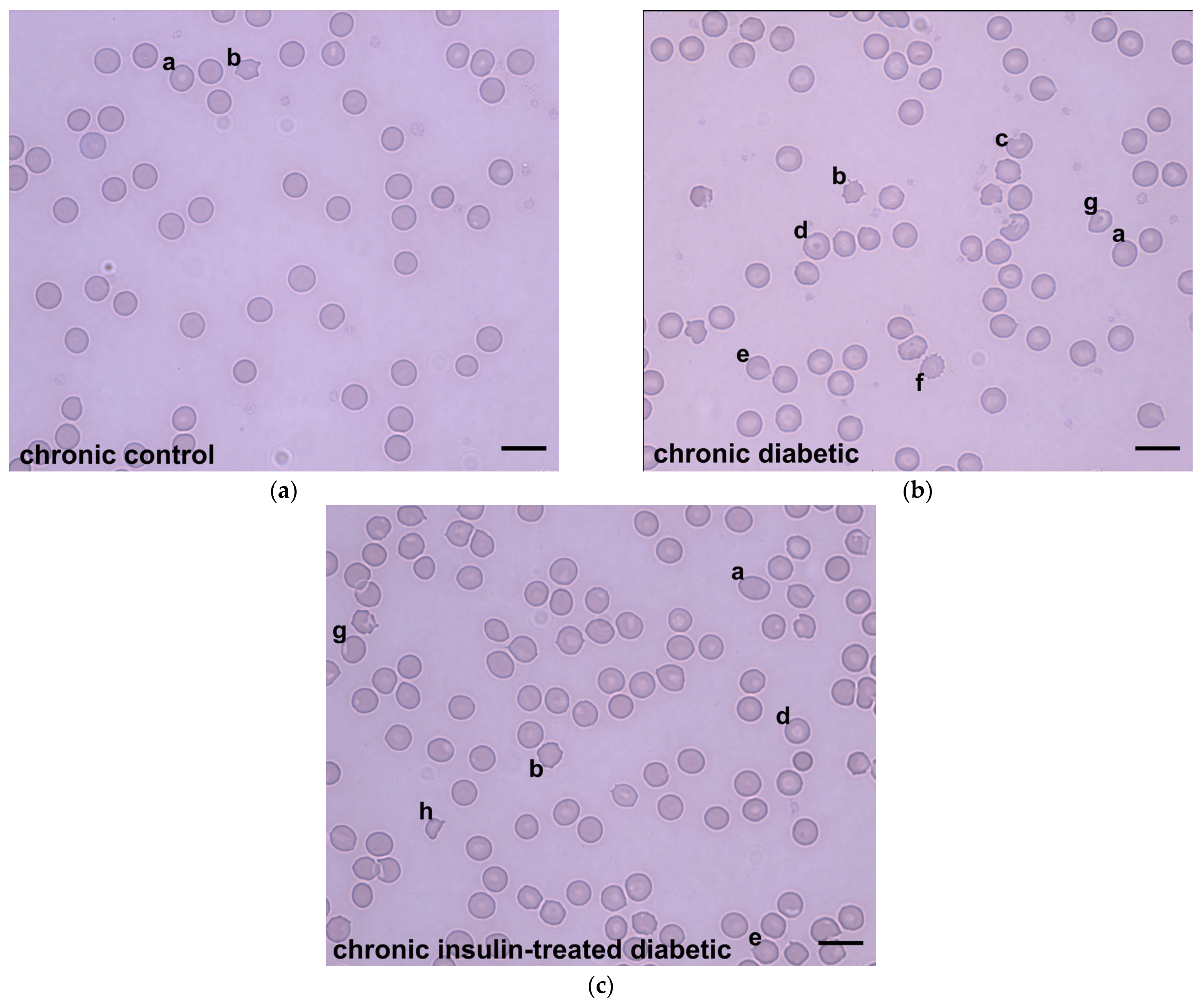
g: blaarcellen

Een degmacyt of bijtcel is een afwijkende rode bloedcel met een of meer halfcirkelvormige stukjes uit de celrand. Deze stukjes zijn het gevolg van de mechanische verwijdering van gedenatureerd hemoglobine tijdens miltfiltratie. De rode pulpa van de milt is gemaakt van zones genaamd koorden van Billroth, die gevuld zijn met macrofagen, en sinusoïden. Tussen de endotheelcellen van de sinusoïden zijn openingen waardoor de rode bloedcellen gefilterd worden. Het is bekend dat degmacyten het gevolg zijn van processen van oxidatieve hemolyse, zoals glucose-6-fosfaatdehydrogenase-deficiëntie, waarbij ongecontroleerde oxidatieve stress ervoor zorgt dat hemoglobine denatureert en lichaampjes van Heinz vormt.
Degmacyten lijken meestal kleiner, dichter en meer samengeknepen dan een normale rode bloedcel vanwege de stukjes uit de celrand.  Het uiterlijk van de stukjes in rode bloedcellen kan variëren in aantal, gladheid en grootte. Deze cellen kunnen ook andere perifere effecten vertonen.

## Blaarcel, prekeratocyt of eccentrocyt
Blaarcellen, prekeratocyten of eccentrocyten  hebben een uiterlijk dat vergelijkbaar is met die van een degmacyt, behalve dat er een buitenste rand van het celmembraan rond de blaar nog aanwezig is. Een blaarcel ontstaat door het fuseren van twee lagen geoxideerd celmembraan zonder hemoglobine op de plaats van de blaar door oxidatieve hemolyse.Wanneer deze scheurt, hebben de resulterende degmacyten hoornachtige uitsteeksels en worden ze keratocyten genoemd.

## Oorzaken
Degmacyten worden veroorzaakt door glucose-6-fosfaatdehydrogenase-deficiëntie (G6PD-deficiëntie), chronische granulomateuze ziekte, thalassemie, glutathionsynthase-deficiëntie, en andere stofwisselingsziekten van rode bloedcellen waarbij de pentosefosfaatcascade, oxidatieve medicijnen en onstabiele hemoglobines betrokken zijn. Mensen die grote hoeveelheden oxidatieve medicijnen zoals dapson of sulfasalazine krijgen, zijn vatbaarder voor de vorming van degmacyten. De onderliggende oorzaak van degmacyten is het gevolg van de miltmacrofagen die de lichaampjes van Heinz uit het membraan van rode bloedcellen verwijderen, wat resulteert in een cel met een bijtrand.

## Diagnose
De diagnose van degmacyten wordt gesteld door een uitstrijkje van perifeer bloed te gebruiken om de rode bloedcellen in het bloed te analyseren. De degmacyten lijken op een hap uit een appel. Echter, degmacyten kunnen moeilijk te onderscheiden zijn van schistocyten, een gefragmenteerde rode bloedcel, vanwege de gelijkenis in vorm. Het bevestigen van de aanwezigheid van degmacyten bij patiënten duidt waarschijnlijk op een vorm van oxidatieschade aan rode bloedcellen of hemolyse.

## Behandeling en preventie
Degmacyten worden voornamelijk gevormd door een G6PD-tekort in combinatie met oxidatieve stress of een andere veroorzaker, zoals tuinbonen en bepaalde antimalaria- of sulfamedicijnen. Patiënten kunnen proberen de blootstelling aan hypoxie te verminderen, wat vervolgens kan leiden tot hemolytische aandoeningen. Als iemand geen G6PD-tekort heeft, kan het verminderen van het gebruik van oxidatieve veroorzakers helpen de vorming van degmacyten te voorkomen.
Omdat er momenteel geen middelen zijn om schade aan rode bloedcellen en de vorming van degmacyten terug te draaien, zijn de behandelingsopties beperkt tot bloedtransfusies.